# كيم بولسين
كيم بولسين (بالدنماركية: Kim Poulsen)‏ هو لاعب كرة قدم ومدرب كرة قدم دنماركي، ولد في 22 مارس 1959 في الدنمارك في مملكة الدنمارك.

## وصلات خارجية
- كيم بولسين على موقع الاتحاد الدولي (مؤرشف)  (الإنجليزية)
- كيم بولسين على موقع قاعدة بيانات كرة القدم.إي يو (الإنجليزية)
- كيم بولسين على موقع Soccerway.com (الإنجليزية)
- كيم بولسين على موقع عالم كرة القدم.نت (الإنجليزية)